# Stazione di Jōkōji

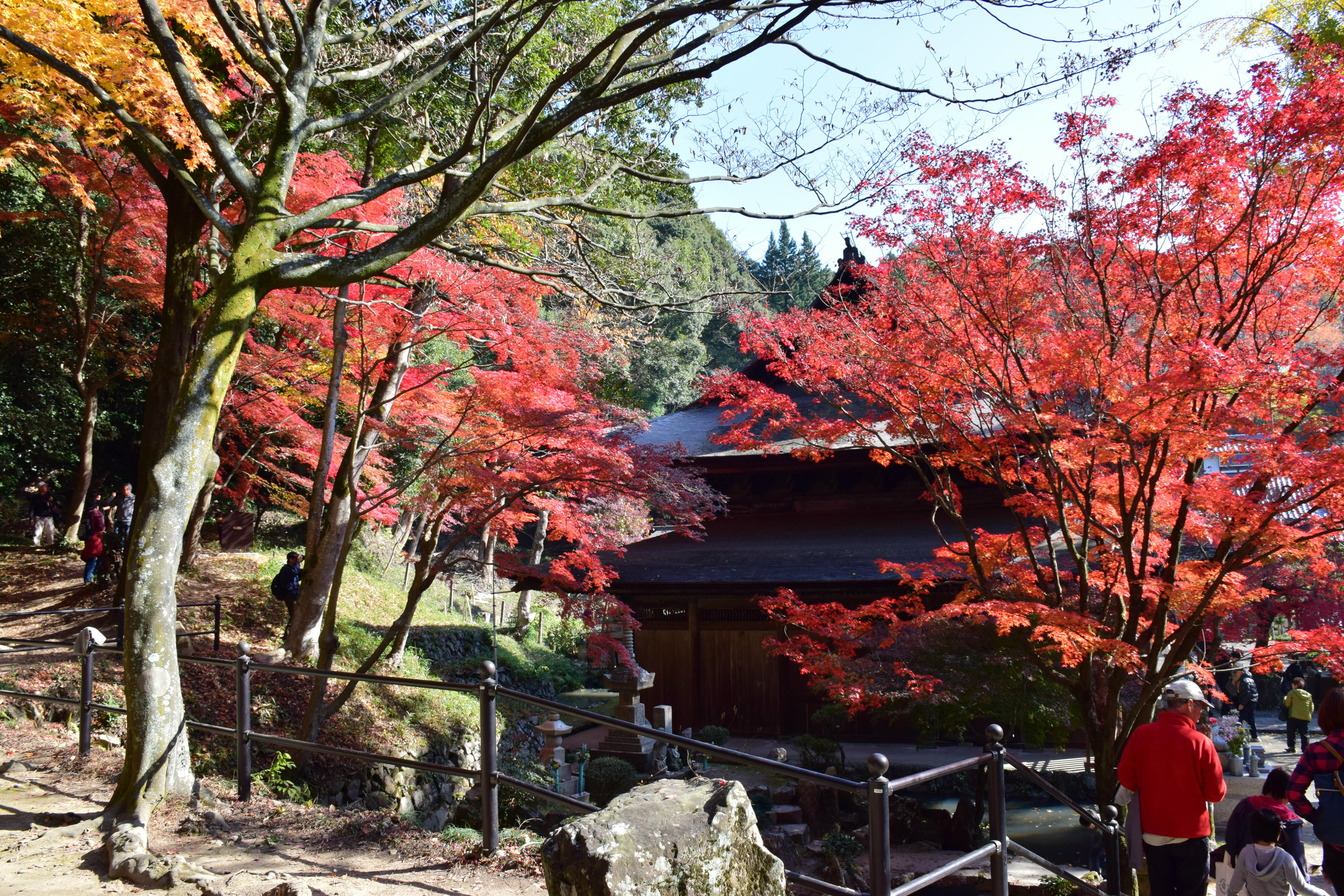
Jōkōji

La stazione di Jōkōji (定光寺駅?, Jōkōji-eki) e una fermata ferroviaria situata nella città di Kasugai, nella prefettura di Aichi in Giappone. La stazione e gestita dalla JR Central e serve la linea principale Chūō.

## Linee
JR Central
■ Linea principale Chūō

## Struttura
La fermata è costituita da due binari passanti con due marciapiedi laterali. I binari si trovano su un terrapieno lungo il fiume Tamagawa, e la stazione risulta quindi sopraelevata rispetto alla strada.
| 1 | ■ Linea principale Chūō | per Ōzone e Nagoya       |
| 2 | ■ Linea principale Chūō | per Tajimi e Nakatsugawa |

## Stazioni adiacenti
| ≪                                   | Servizio              | ≫                     |
| Linea principale Chūō               | Linea principale Chūō | Linea principale Chūō |
| ----------------------------------- | --------------------- | --------------------- |
| Kokokei                             | Locale                | Kōzōji                |
| L'Homeliner e il rapido non fermano |                       |                       |